# 杉本定介
杉本 定介（すぎもと ていすけ、1932年4月25日 - 没年不明）は、新潟県出身の元プロ野球選手（投手）。右投右打。

## 来歴・人物
新潟中学（現・新潟県立新潟高等学校）卒業後、1952年に読売ジャイアンツ（以下、巨人）に入団。新潟県出身者として初めての巨人軍在籍選手となった。1954年まで在籍したが、一度も一軍出場を果たせないまま巨人を退団した。僅か3年間の現役生活だが、背番号を4個、4回にわたって変えている。その後は、社会人野球の常磐炭礦野球部でプレーした。
2014年現在、既に故人である。

## 詳細情報

### 年度別投手成績
- 一軍公式戦出場なし

### 背番号
- 40 （1952年、1953年途中 - 同年終了）[5]
- 25 （1953年 - 同年途中）[6]
- 33 （1953年途中 - 同年途中）[7]
- 39 （1954年）[8]